# ريبيكا آن كوين دوسولت
ريبيكا آن كوين دوسولت (بالإنجليزية: Rebecca Ann Quinn Dussault)‏ هي متزحلقة أمريكية، ولدت في 14 نوفمبر 1980 في دنفر في الولايات المتحدة.

## وصلات خارجية
- ريبيكا آن كوين دوسولت على موقع الاتحاد الدولي للتزلج (التزلج الريفي) (الإنجليزية)
- ريبيكا آن كوين دوسولت على موقع أوليمبيديا (الإنجليزية)